# Gold Miner
Gold Miner is een puzzel/behendigheids videospel voor PC. Het spel is ontwikkeld door Intermix Network, en kan online worden gespeeld.
Op de meeste websites staat het bij de Puzzel- of behendigheidsspellen, maar volgens anderen is het een denkspel. Gold Miner wordt in het Nederlands ook vaak "Goudzoeker" genoemd. Het spel is ook als app verkrijgbaar in de verschillende app-stores voor smartphones of tablets.

## Verhaal
Gold Miner (in het Nederlands Goudzoeker) gaat over een arme man die geld probeert te verdienen door in een mijn goud, of andere waardevolle voorwerpen zoals diamanten, op te graven. Deze voorwerpen kan hij verkopen, en zo verdient hij er geld mee. In Gold Miner Vegas wil de arme man zijn droom werkelijkheid maken, door naar Vegas te gaan. Om dit te kunnen betalen moet hij natuurlijk weer goud opgraven.

## Doel
In Gold Miner ziet de speler deze arme man bovenaan in het scherm in een karretje, in een mijn, zitten. Vanuit dit karretje heeft deze man een touw, met aan het uiteinde een klauw, uit het karretje gegooid. Het touw gaat automatisch van links naar rechts. In modernere versies zit de goudzoeker in een hijskraan, waaraan een haak zit, die op dezelfde manier van links naar rechts beweegt. De rest van het beeld is gevuld met zowel bruikbare (goud, diamanten), als niet-bruikbare (stenen, muizen) spullen, die dus onder de grond zitten.
De speler moet op het juiste moment klikken (of een toets indrukken) of op apparaten met een touchscreen met de vinger over het scherm slepen, waardoor de klauw of haak naar het al dan niet bruikbare voorwerp grijpt. Het spel is verdeeld in verschillende rondes. Elke ronde duurt 1 minuut. In deze minuut moet de speler de aangegeven goal vervullen. Deze goal bestaat altijd uit een getal (bij de eerste ronde is de goal 650). Dit getal moet de speler in gold (goud) kunnen bemachtigen. Dit moet men uiteraard doen door de waardevolle spullen te pakken. Het is echter niet zo dat de speler voor de eerste goal echt 650 stukken goud moet kunnen graven in één minuut. Het woord gold is namelijk de gebruikte eenheid in het spel. Men kon bijvoorbeeld ook in de plaats van gold euro nemen. De niet-bruikbare spullen dient men inderdaad te vermijden. Het grijpen hiervan beëindigt het spel. Hetzelfde geldt als het niet lukt om de goal binnen de minuut te vervullen
Per level moet de speler een minimumbedrag(goal) bij elkaar zien te krijgen. Dit bedrag wordt per level hoger. Na elke ronde gaat de arme man naar een winkel. In deze winkel kan de speler items kopen, zoals dynamiet, een stenenverzamelaarsboek (vergroot de waarde van de stenen), diamant polijstmiddel, enzovoort. Deze items maken de volgende ronde wat makkelijker. 

## Versies
Hoewel het concept en principe van dit spel al teruggaat naar de arcadespellen van meer dan tien jaar geleden, kwam de eerste Gold Miner, op pc, uit in 2002.
- Oorspronkelijk was het een simpel, gratis spelletje dat al snel op verschillende online-spellen sites kwam te staan. Gold Miner was een zeer groot succes, en haalde op verschillende webpolls de eerste plaats als populairste behendigheidsspel. Door dit succes werd er een grotere versie van Gold Miner gemaakt die men kon kopen op de website. De "betaalversie" van Gold Miner bevatte veel meer levels, veel meer items die men kon kopen, veel meer hindernissen (zoals elfen), en het spel was in full-screen te spelen.
- Nog geen jaar later kwam er ook een tweede versie van Gold Miner, genaamd "Gold Miner Special Edition". Dit was identiek hetzelfde spel als zijn voorganger, alleen zag het er mooier uit.

Deze versie was ook onmiddellijk op verschillende websites gratis te spelen, net zoals zijn voorganger, en er bestond ook een betaalversie van. Deze betaalversie was ook hetzelfde als die van de eerste Gold Miner, alleen zijn, net zoals de gratis versie van de Special Edition, de graphics beter.
- In 2004 kwam Gold Miner Vegas uit. Dit spel zag er hetzelfde uit als de Special Edition, maar had veel meer extra's. Zo kon men bijvoorbeeld zelf met het karretje rijden, en waren er meer items te koop, en meer special effects. Ook waren er meer voorwerpen op te graven.

### Andere versies
Door het succes gingen ook andere spelontwikkelaars (zoals Miniclip) zich bezighouden met het maken van een soort Gold Miner.
Ondanks dat het concept en de besturing van het spel altijd hetzelfde zijn geweest, waren deze versies niet zo populair als de originele Gold Miner.
Op sommige sites staat het spel als "Goud Zoeker", of "Goudmijn" vermeld.